# Oligosarcus bolivianus
Oligosarcus bolivianus är en fiskart som först beskrevs av Fowler, 1940.  Oligosarcus bolivianus ingår i släktet Oligosarcus och familjen Characidae. IUCN kategoriserar arten globalt som livskraftig. Inga underarter finns listade i Catalogue of Life.